# Luzern-Land
Luzern-Land (niem. Wahlkreis Luzern-Land) – okręg w Szwajcarii, w kantonie Lucerna. Siedziba okręgu znajduje się w miejscowości Kriens.
Okręg składa się z 17 gmin (Gemeinde) o powierzchni 177,37 km² i o liczbie mieszkańców 74 724.

## Gminy
1. Adligenswil
2. Buchrain
3. Dierikon
4. Ebikon
5. Gisikon
6. Greppen
7. Honau
8. Horw
9. Kriens
10. Malters
11. Meggen
12. Meierskappel
13. Root
14. Schwarzenberg
15. Udligenswil
16. Vitznau
17. Weggis